# Never Can Say Goodbye
Never Can Say Goodbye je píseň, kterou napsal Clifton Davis a původně ji hrála kapela The Jackson 5. Později ji coverovala disco diva Gloria Gaynor a později i dance-pop/Hi-NRG kapela The Communards.
Jackson 5 verze byla vydána u Motown Records, ta od Glorie MGM Records a The Communards u London Records. Verzi od Communards remixoval legendární post-disco hudebník a producent Shep Pettibone (spolupracoval například s Madonnou).

## Produkce

### The Jackson 5
- Hlavní vokály: Michael Jackson & Jackie Jackson
- Vokály v pozadí: Michael Jackson, Jackie Jackson, Tito Jackson, Jermaine Jackson & Marlon Jackson
- Produkce:  Hal Davis
- Instrumentalizace: různí losangelesští instrumentaloví hudebníci

#### Gloria Gaynor
- Hlavní vokály: Gloria Gaynor
- Produkce:  Disco Corporation of America (producenti: Meco Monardo, Tony Bongiovi, Jay Ellis; aranžér: Harold Wheeler)

## Česká coververze
Pod názvem „Jen hloupí se loučí s láskou“ s textem Miloně Čepelky ji v roce 1979 nazpívala Marie Rottrová